# Công quốc Teschen
Công quốc Teschen (tiếng Đức: Herzogtum Teschen), cũng được gọi là Công quốc Cieszyn (tiếng Ba Lan: Księstwo Cieszyńskie) hoặc Công quốc Těšín (tiếng Séc: Těšínské knížectví), là một trong Các công quốc Silesia có trung tâm là Cieszyn (Teschen) ở Thượng Silesia. Nó được tách ra khỏi Silesia của Công quốc Opole và Racibórz vào năm 1281 trong thời kỳ phân chia phong kiến của Ba Lan và được cai trị bởi các công tước xứ Silesia của triều đại Piast từ năm 1290 cho đến khi dòng này tuyệt tự với cái chết của Nữ công tước Elizabeth Lucretia vào năm 1653.
Các vùng đất của công tước ban đầu bao gồm các lãnh thổ của Tiểu Ba Lan ở phía Đông sông Biała, vào khoảng năm 1315 lại tách ra thành Công quốc Oświęcim của Ba Lan, trong khi công quốc còn lại trở thành thái ấp của các vị vua Bohemia vào năm 1327 và được sáp nhập vào Lãnh thổ vương quyền Bohemia năm 1348. Trong khi phần lớn Silesia bị vua Phổ Friedrich II của Phổ chinh phục trong Chiến tranh Silesia năm 1740–1763, Teschen cùng với các Công quốc Troppau (Opava), Công quốc Krnov và Công quốc Nysa vẫn ở với chế độ quân chủ Habsburg và sáp nhập vào vương quyền Silesia Áo vào năm 1849. Cái gọi là "tuyến chỉ huy" của triều đại Habsburg-Lorraine, một nhánh thiếu sinh quân có nguồn gốc từ Đại công tước Karl, Công tước Teschen, giữ tước hiệu "Công tước xứ Teschen" cho đến năm 1918.